# Уоррак, Гай Дуглас Гамильтон
Гай Дуглас Гамильтон Уоррак (англ. Guy Douglas Hamilton Warrack; 6 февраля 1900 — 12 февраля 1986) — шотландский дирижёр и композитор. Отец музыковеда Джона Уоррака и балетмейстера Найджела Уоррака.
Окончил Оксфордский университет и Королевский музыкальный колледж, где его наставниками были Ральф Воан-Уильямс (композиция) и Адриан Боулт (дирижирование). В 1925—1935 гг. преподавал в Королевском музыкальном колледже. Затем вернулся в Шотландию и занял пост главного дирижёра в только что созданном Шотландском оркестре BBC, которым руководил до 1946 г.
Композиторское наследие Уоррака не слишком обширно и включает Симфонию (1932), Вариации для оркестра (1924), балет «Дон Кихот», ряд других оркестровых и камерных пьес, а также музыку к документальным фильмам — в том числе к официальному документальному фильму о коронации Елизаветы II (1953) и официальному документальному фильму о Лондонской Олимпиаде 1948 года.
Уорраку принадлежит также книга об истории Королевского музыкального колледжа и небольшое исследование «Шерлок Холмс и музыка» (англ. Sherlock Holmes and Music; 1947).